# Brudtärna

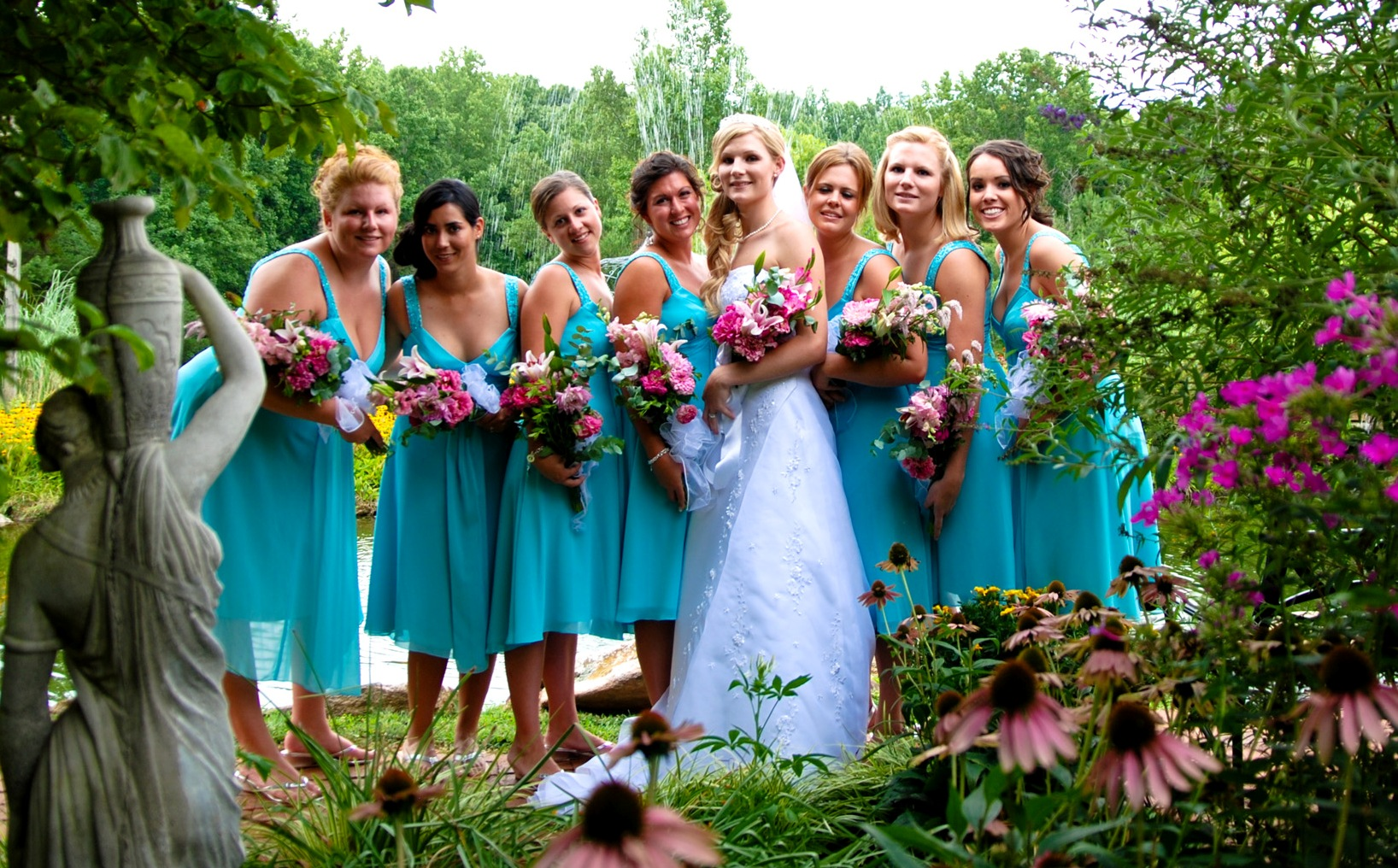
Brudtärnor.

Brudtärna är vid ett traditionellt västerländskt kyrkbröllop en kvinna, ofta vän eller nära släkting till bruden, som hjälper bruden, och som under vigseln står vid sidan av altaret då hon ofta håller brudbuketten. Traditionellt förväntas hon hålla tal och även anordna möhippa för den blivande bruden. Tärnorna kan vara fler och följer efter brudparet/bruden in i kyrkan ledsagade av marskalkar.
Ordet finns i svensk skrift sedan 1824.